# Прибугское (Хмельницкая область)
Прибу́гское (укр. Прибузьке), Червоная Зирка (укр. Червона Зірка) — село в Хмельницком районе Хмельницкой области Украины.
Население по переписи 2001 года составляло 140 человек. Почтовый индекс — 31343. Телефонный код — 382. Занимает площадь 1,1 км². Код КОАТУУ — 6825086703.

## Местный совет
31343, Хмельницкая обл., Хмельницкий р-н, с. Пироговцы, ул. Ленина, 1